# Gerhard Schallert
Gerhard Schallert (* 20. März 1975) ist ein ehemaliger österreichischer Skispringer.

## Werdegang
Bei der Junioren-Weltmeisterschaft 1993 in Harrachov erreichte Schallert im Teamspringen die Silbermedaille. Ab 1992 startete Schallert im Continental Cup (COC). Bereits in seiner ersten Saison 1992/93 erreichte er mit 87 Punkten den 9. Platz. Auch die Saison 1993/94 begann für ihn mit Erfolgen, so dass er am 22. Januar 1994 erstmals für ein Weltcup-Springen nominiert wurde. Beim Springen im japanischen Sapporo erreichte er im ersten Springen den 45. Platz und konnte im zweiten Springen mit dem 30. Platz seinen ersten Weltcup-Punkt gewinnen. Am Ende der Saison lag er auf dem 94. Platz in der Weltcup-Gesamtwertung. Im Continental Cup erreichte er insgesamt 327 Punkte und lag am Ende auf dem 13. Platz. Die folgende Saison war für Schallert die erfolgreichste Saison im Continental Cup. Mit 632 Punkten belegte er am Ende der Saison 1994/95 den 5. Platz in der COC-Gesamtwertung. Auch im Weltcup konnte er in Bischofshofen im Rahmen der Vierschanzentournee 1994/95 drei Weltcup-Punkte gewinnen und lag am Ende auf dem 91. Platz in der Gesamtwertung. Die folgende Saison verlief im Continental Cup und auch im Weltcup weniger erfolgreich. Erst zur Saison 1996/97 konnte er erneut gute Platzierungen erreichen. So erreichte er in beiden Weltcup-Springen, an denen er teilnahm, Weltcup-Punkte und erreichte so am Ende der Weltcup-Saison 1996/97 mit dem 88. Platz die höchste Platzierung seiner Karriere. Erstmals konnte er zudem in der Gesamtwertung der Vierschanzentournee 1996/97 eine Platzierung erreichen. Er belegte am Ende den 70. Platz. Bei der Winter-Universiade im südkoreanischen Muju gewann er von der Normalschanze die Bronzemedaille. Im Continental Cup belegte er in der Gesamtwertung der Saison 1996/97 den 16. Platz. Nach der Saison nahm er noch am Sommer-Grand-Prix teil und beendete im Anschluss daran nach einem 52. Platz in der Gesamtwertung seine aktive Skisprungkarriere. 1999 trat er dann noch einmal für die österreichische Mannschaft bei der Winter-Universiade im slowakischen Poprad an und errang im Mannschaftswettbewerb den zweiten Rang.
Sein Bruder ist der Skispringer und Skisprungtrainer Richard Schallert.